# Кленовая (Никольский район)
Кленовая — деревня в Никольском районе Вологодской области.
Входит в состав Краснополянского сельского поселения (с 1 января 2006 года по 1 апреля 2013 года входила в Полежаевское сельское поселение), с точки зрения административно-территориального деления — в Полежаевский сельсовет.
Расстояние до районного центра Никольска по автодороге — 40 км. Ближайшие населённые пункты — Богдановка, Пертюг, Виноградово.
По переписи 2002 года население — 12 человек.